# Дидон (епископ Пуатье)

Церковь Франкского государства при Меровингах

Дидон (Дидо; лат. Dido; умер в 669 или 670) — епископ Пуатье (628/629—669/670).

## Биография
О Дидоне сообщается в нескольких средневековых исторических источниках, в том числе, в написанном Урсином житии святого Леодегария Отёнского и в «Книге истории франков».
Согласно Урсину, Дидон происходил из знатной франкской семьи, владевшей богатыми поместьями в Бургундии и Пуату. Среди его родственников было несколько церковных и светских персон, живших в Аквитании и Бургундии. Так, Дидон через сестру Сиграду был дядей епископа Отёна Леодегария и графа Пуатье Варина. Согласно «Эберсхаймской хронике», сестрой Дидона была Бересвинда (или Берсвинда), жена герцога Эльзаса Адальриха и мать святой Одилии. Одна из племянниц Дидона, имя которой в средневековых источниках не упоминается, была замужем за королём франков. Предполагается, что ею могла быть или Химнехильда, жена короля Австразии Сигиберта III, или Билихильда, супруга Хильдерика II. Также возможно, что родственницей Дидона была Итта, жена австразийского майордома Пипина Ланденского.
О ранних годах жизни Дидона известно очень мало. Возможно, ещё в юности он принял постриг в монастыре Святого Илария в Пуатье. Свидетельства о том, что до того как получить епископский сан, он был аббатом монастыря Святого Максенция, скорее всего, не соответствуют действительности. Более достоверны свидетельства о том, что Дидон был архидиаконом Пуатевинской епархии. Вероятно, в 628 или 629 году он сам возглавил эту епархию, став преемником Иоанна I, последнее свидетельство о котором датируется 27 сентября 627 года.
Вскоре после этого король франков Хлотарь II поручил Дидону заботу о его племяннике Леодегарии, до того жившем в Бурже на попечении архиепископа Австрегизила. Опекаемый родственником, Леодегарий получил образование при кафедральном соборе в Пуатье, стал здесь же в 635 году диаконом, а в 640 году — архидиаконом. По свидетельству Урсина, Дидон назначил своего племянника аббатом монастыря Святого Максенция, и тот пробыл в этом сане шесть лет. Возможно, Дидон намеревался сделать Леодегария своим преемником в сане главы Пуатевинской епархии.
В «Деяния Дагоберта», «Истории франков» Аймоина из Флери и в трудах нескольких более поздних средневековых авторов сообщается, что король Дагоберт I в 635 году повелел разграбить Пуатье, а на захваченные при этом ценности украсил аббатство Святого Дионисия в Париже. По свидетельствам одних источников, разорение города стало ответом короля на поддержку аквитанцами мятежа васконов. По другим данным, мятежниками были сами жители Пуатье, недовольные непомерными налогами, собираемыми королевскими чиновниками. По словам же Аймоина, Дагоберт I «забыв прошлые добродетели, сделался нечестивым грабителем, стремясь завладеть добром не только церквей, но и некоторых богатых людей».
В 639 году Дидон примкнул к возглавлявшейся Пипином Ланденским группе австразийской знати, которая отстаивала права Сигиберта III на престол от притязаний другого сына Дагоберта I, правившего Нейстрией Хлодвига II, и его майордома Эги. Среди других сторонников Сигиберта III в то время упоминаются епископы Арнульф Мецский, Куниберт Кёльнский и Дезидерий Каорский, а также граф дворца Адальгизел. Впоследствии Дидон, наряду с майордомом Гримоальдом Старшим, стал одним из наиболее приближённых к Сигиберту III персон. В источниках сообщается, что епископ Пуатье проводил при дворе монарха в Меце больше времени, чем в своей епархии. Возможно, именно поэтому о деятельности Дидона в Пуатье почти ничего не известно.
После смерти Сигиберта III в 656 году Дидон поддержал майордома Гримоальда Старшего, возведшего на престол не законного наследника престола Дагоберта, а своего сына Хильдеберта Приёмного. Именно епископу Пуатье майордом поручил сопровождать постриженного в монахи и отправленного в изгнание Дагоберта до северного побережья Франкского государства. Здесь оставленный всеми сопровождавшими персонами сын Сигиберта II был посажен на корабль, отправлявшийся в «Скотию» (как тогда называлась Ирландия).
Вероятно, в награду за проявляемую к Гримоальду Старшему лояльность, Дидон смог содействовать получению своим племянником Леодегарием сана епископа города Отён. Несмотря на то, что Хильдеберт Приёмный умер уже в 661 или 662 году, Дидон не только никак не пострадал за участие в заговоре против Меровингов, но и сохранил своё влияние при дворе королей Хлотаря III и Хильдерика II.
Во время пребывания при дворе Хлотаря III в поместье Каптонак (современный Шату) Дидон 6 сентября 663 года среди прочих франкских прелатов подписал дарственную хартию епископа Амьена Бертефрида аббатству Корби.
Последнее свидетельство о Дидоне в современных ему источниках датируется 1 марта 669 или 670 года, когда он был упомянут в хартии короля Хильдерика II. В этом документе франкский монарх передал церкви Святых Гервасия и Протасия в Ле-Мане королевское поместье в находившейся вблизи Пуатье области Ардин. Хотя это владение находилось на территории епархии Дидона, он должен был подчиниться приказу Хильдерика II.
О последних годах жизни Дидона достоверных сведений не сохранилось. Возможно, что вместе с епископом Отёна Леодегарием и графом Пуатье Варином Дидон в 673 году участвовал в возведении на престол короля Теодориха III. Однако уже в том же году эти три персоны были изгнаны майордомом Эброином из своих владений. Возможно, Дидон, также как и многие другие враги Эброина, нашёл убежище в Васконии.
Вероятно, Дидон скончался ещё до того, как в первой половине 676 года Дагоберт II взошёл на престол Франкского государства. Предполагается, что достигший уже девяностолетнего возраста епископ Пуатье мог быть убит по приказу Эброина. В трудах ряда авторов преемником Дидона на епископской кафедре назван святой Эммерам Регенсбургский, но эти свидетельства малодостоверны. Скорее всего, после смерти Дидона новым главой епархии Пуатье стал его близкий родственник Ансоальд.